# Metadane
Metadane (dane o danych) – ustrukturyzowane informacje stosowane do opisu zasobów informacji lub obiektów informacji, dostarczające szczegółowych danych, dotyczących atrybutów zasobów lub obiektów informacji, w celu ułatwienia ich znalezienia, identyfikacji, a także zarządzania tymi zasobami.
Według ustawy o otwartych danych i ponownym wykorzystywaniu informacji sektora publicznego są to „ustrukturyzowane informacje opisujące, tłumaczące, lokalizujące i ułatwiające odnalezienie, wykorzystanie innych informacji lub zarządzanie nimi”.
Metadane można podzielić według kategorii jako opisowe, strukturalne i administracyjne:
- Metadane administracyjne – dostarczają informacji dotyczących zarządzania zasobem informacji lub obiektem, takich jak: data i sposób jego utworzenia, typ dokumentu, informacje dotyczące dostępu do zasobu[2],
- Metadane opisowe – dostarczają informacji na temat takich danych jak tytuł, streszczenie, autor oraz słowa kluczowe, opisujące zasób informacji lub obiekt[2],
- Metadane strukturalne – opisują logiczny i fizyczny związek pomiędzy częściami złożonego obiektu[6].

## Zastosowanie
Zbiorem metadanych są np. bibliografie i katalogi biblioteczne. W systemach zarządzania dokumentami metadane określa się mianem metryka dokumentu.
Za pomocą metadanych opisuje się dokumenty elektroniczne, w szczególności dokumenty dostępne poprzez sieci komputerowe, np. strony WWW dostępne w sieci Internet, jak również dokumenty tworzące nowoczesne biblioteki cyfrowe. Jednym ze standardów metadanych jest Dublin Core Metadata Element Set (DCMES).
Metadanymi są również informacje na temat plików i katalogów, zapisanych za pomocą systemu plików na zewnętrznym nośniku danych. W systemach plików z księgowaniem do metadanych zalicza się też plik dziennika tzw. kronikę systemu plików. W przypadku bazy danych, metadanymi są definicje tabel, widoków, kluczy itp. natomiast danymi – zawartość tych tabel, widoków – rekordy.